# Ioan Șnep
Ioan Snep, né le 12 juillet 1966 à Negrești-Oaș, est un rameur d'aviron roumain.

## Biographie
Il est marié à la rameuse Doina Bălan.

## Palmarès

### Jeux olympiques
- 1988 à Séoul
  -  Médaille d'argent en quatre avec barreur[1]

### Championnats du monde
- 1989 à Bled
  -  Médaille d'argent en deux sans barreur
- 1991 à Vienne
  -  Médaille d'argent en quatre barré